# Cirrospilus ambiguus
Cirrospilus ambiguus är en stekelart som beskrevs av Christer Hansson och Lasalle 1996. Cirrospilus ambiguus ingår i släktet Cirrospilus och familjen finglanssteklar.
Artens utbredningsområde är:
- Taiwan.
- Tanzania.
- Vietnam.

Inga underarter finns listade i Catalogue of Life.